# Amalda trachyzonus
Amalda trachyzonus is een slakkensoort uit de familie van de Ancillariidae. De wetenschappelijke naam van de soort is voor het eerst geldig gepubliceerd in 1975 door Kilburn.